# جيرهارد ليندنر
جيرهارد ليندنر (بالألمانية: Gerhard Lindner)‏ هو عسكري ألماني، ولد في 26 ديسمبر 1896 في باوتسن في ألمانيا، وتوفي في 4 يونيو 1982 في آوريش في ألمانيا.